# 1649
- Wikisource

| Calendário gregoriano                                                        | 1649 MDCXLIX                         |
| Ab urbe condita                                                              | 2402                                 |
| Calendário arménio                                                           | 1098 – 1099                          |
| Calendário bahá'í                                                            | -195 – -194                          |
| Calendário budista                                                           | 2193                                 |
| Calendário chinês                                                            | 4345 – 4346 Início a 11 de fevereiro |
| Calendário copta                                                             | 1365 – 1366                          |
| Calendário etíope                                                            | 1641 – 1642                          |
| Calendários hindus - Vikram Samvat - Calendário nacional indiano - Cáli Iuga | 1704 – 1705 1570 – 1571 4749 – 4750  |
| Calendário Holoceno                                                          | 11649                                |
| Calendário islâmico                                                          | 1059 – 1060                          |
| Calendário judaico                                                           | 5409 – 5410                          |
| Calendário persa                                                             | 1027 – 1028                          |
| Calendário rúnico                                                            | 1899                                 |
| Calendário solar tailandês                                                   | 2192                                 |

1649 (MDCXLIX, na numeração romana) foi um ano comum do século XVII do actual Calendário Gregoriano, da Era de Cristo,  e a sua letra dominical foi C, teve 52 semanas,  início a uma sexta-feira e terminou também a uma sexta-feira.
| Ano completo                       |
| ---------------------------------- |
| Ano comum com início à sexta-feira |

## Eventos
- Um forte sismo abala a ilha Terceira.
- Este ano ficou célebre pela grande produção de vinhos, nos Açores.
- Fim da Guerra civil inglesa (1642–1649).

### Janeiro
- 30 de janeiro - Os partidários de Oliver Cromwell executam por decapitação o seu rei, Carlos I de Inglaterra, por este ser da linha tradicionalista e católico.

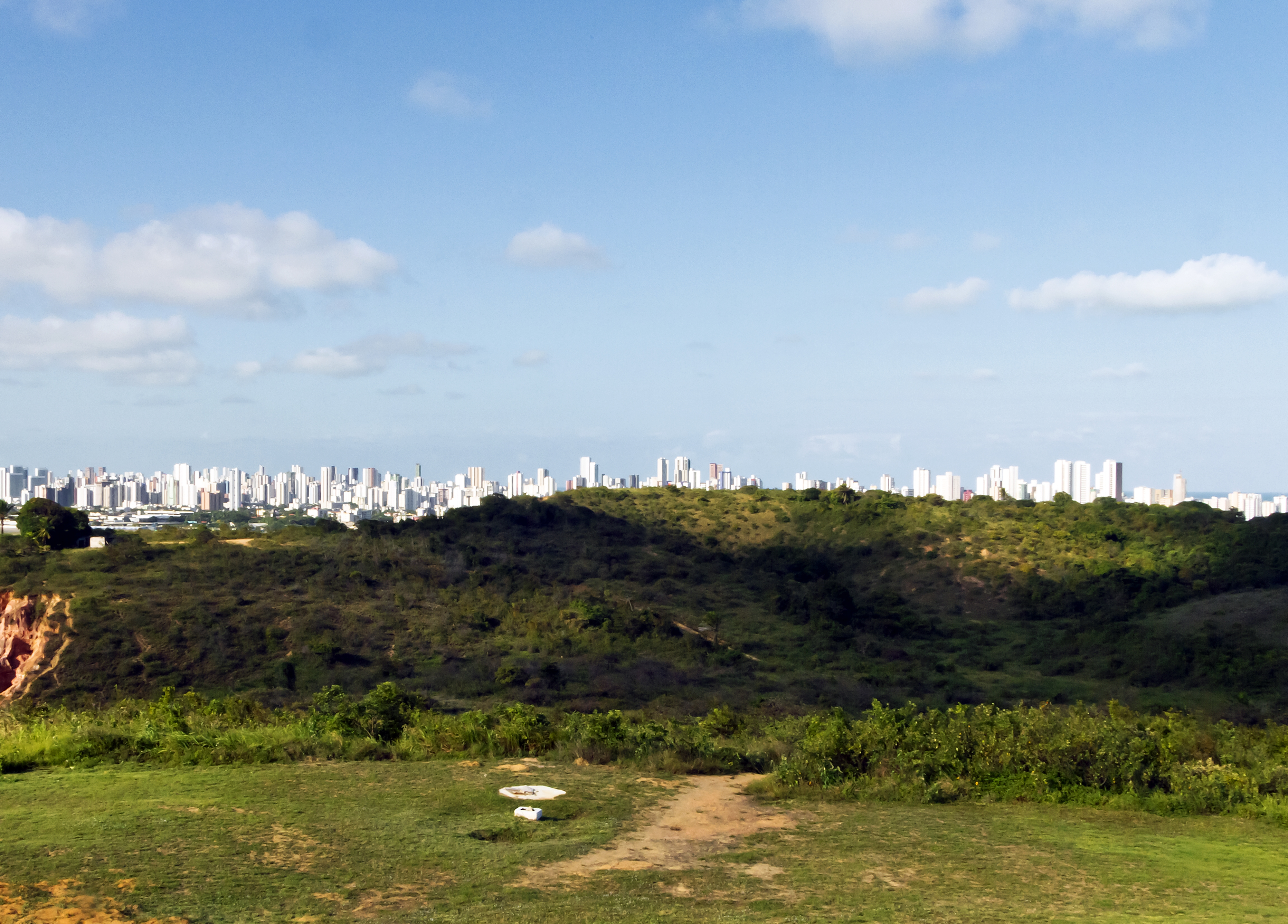
Morro dos Guararapes, local onde foram travadas as Batalha dos Guararapes, com a cidade do Recife ao fundo. Parque Histórico Nacional dos Guararapes, Recife, Estado de Pernambuco, Brasil.

### Fevereiro
- 12 de fevereiro – Naufrágio devido a temporal de 4 navios na Baía de Angra, provenientes do Brasil. Este acontecimento é referido pelo historiador açoriano Francisco Ferreira Drummond. [1]
- 19 de fevereiro - Ocorre a segunda e última batalha dos guarapes, no Brasil.

### Março
- 8 de março - Criação da Companhia Geral do Comércio do Brasil.

## Nascimentos
- 2 de fevereiro - Papa Bento XIII (m. 1730)
- 12 de março - Govert Bidloo, foi um poeta, librettista, médico e dramaturgo holandês (m. 1713).
- 22 de julho - Papa Clemente XI (m. 1721)

## Mortes
- 30 de janeiro - Carlos I de Inglaterra, canonizado como santo mártir pela Igreja católica.
- 10 de agosto - João Pinto Ribeiro, um dos principais Quarenta Conjurados portugueses.
- 3 de setembro - Duarte de Bragança, senhor de Vila do Conde, morreu prisioneiro dos espanhóis (n. 1605).